# Marino pole
Marino pole (bulgariska: Марино поле) är ett distrikt i Bulgarien.   Det ligger i kommunen Obsjtina Petritj och regionen Blagoevgrad, i den sydvästra delen av landet, 140 km söder om huvudstaden Sofia.
Trakten runt Marino pole består till största delen av jordbruksmark. Runt Marino pole är det mycket glesbefolkat, med 5 invånare per kvadratkilometer.